# Famille Mniszech
La maison Mniszech est une famille de la noblesse polonaise comptant une tsarine de Russie.

## Histoire

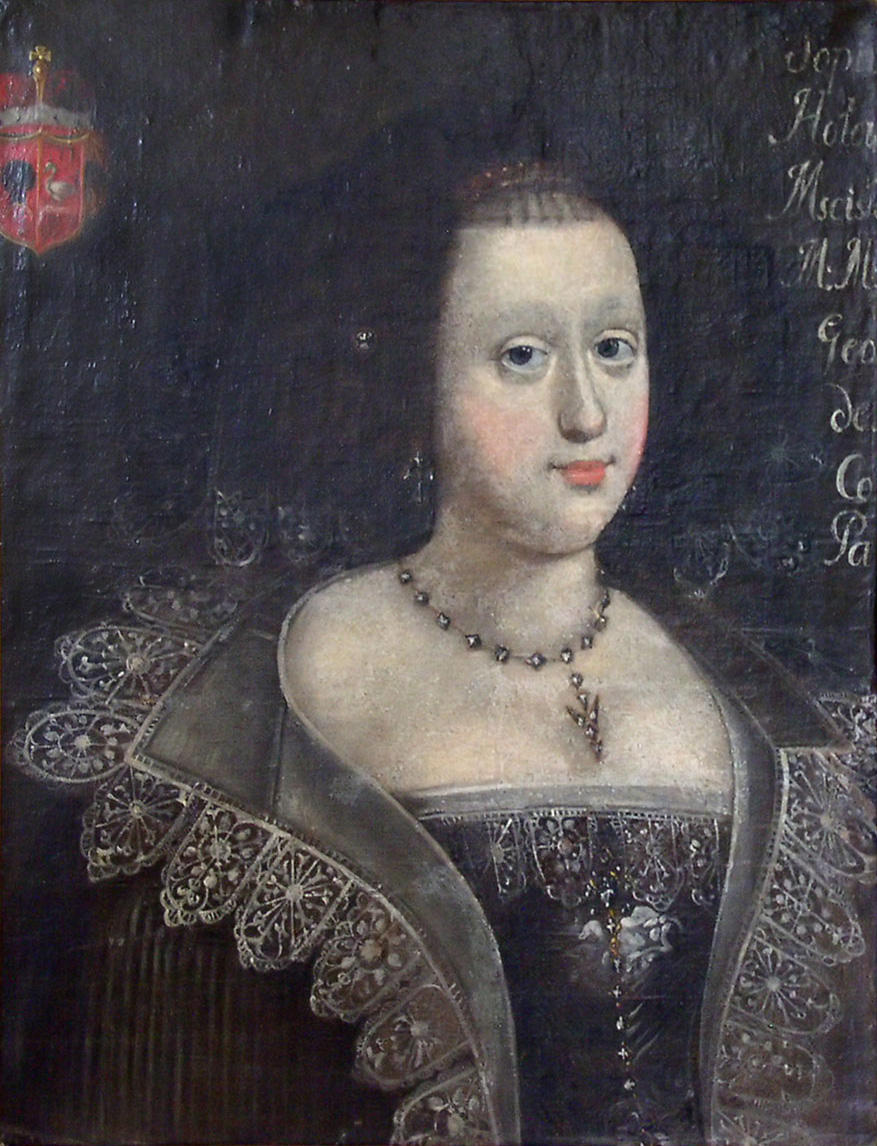
Sofia Hałoŭčynskaja épouse de Boniface.

## Personnalités

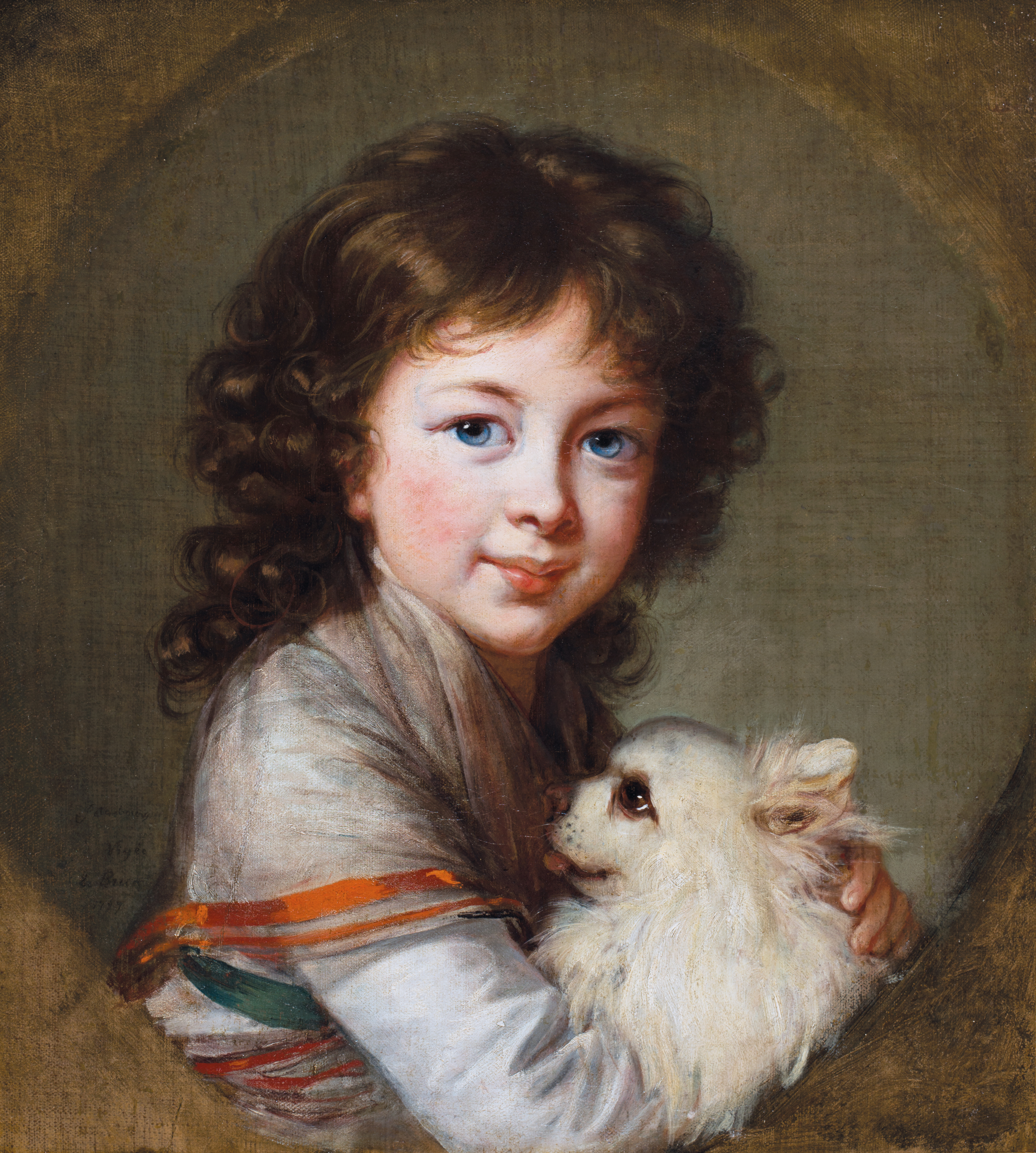
Elisabeth Isabella Mniszech par Vigée-Lebrun.

- André Georges Mniszech (1823–1905), peintre.
- Georges Mniszech son frère, entomologiste.
- Jerzy Mniszech (vers 1548 – 1613), starost de Lwow.
- Józefina Amalia Mniszech (1752–1798), comtesse.
- Stanislas Boniface Mniszech, starost du powiat de Sanok et général de Ruthénie (vers 1580 - 1644), frère de Marina Mniszek.
- Marina Mniszek (vers 1588 - 24 décembre 1614), régente de Russie, sœur de Stanislas Boniface Mniszech.
- Michel Jerzy Mniszech (1742–1806), maréchal de cour.

## Demeures

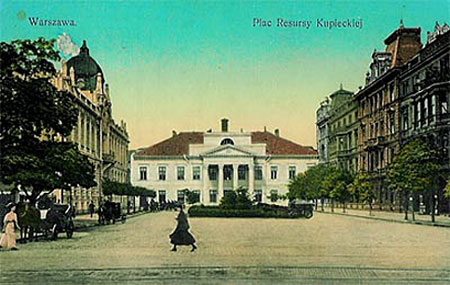
Palais Mniszech à Varsovie actuelle ambassade de Belgique.
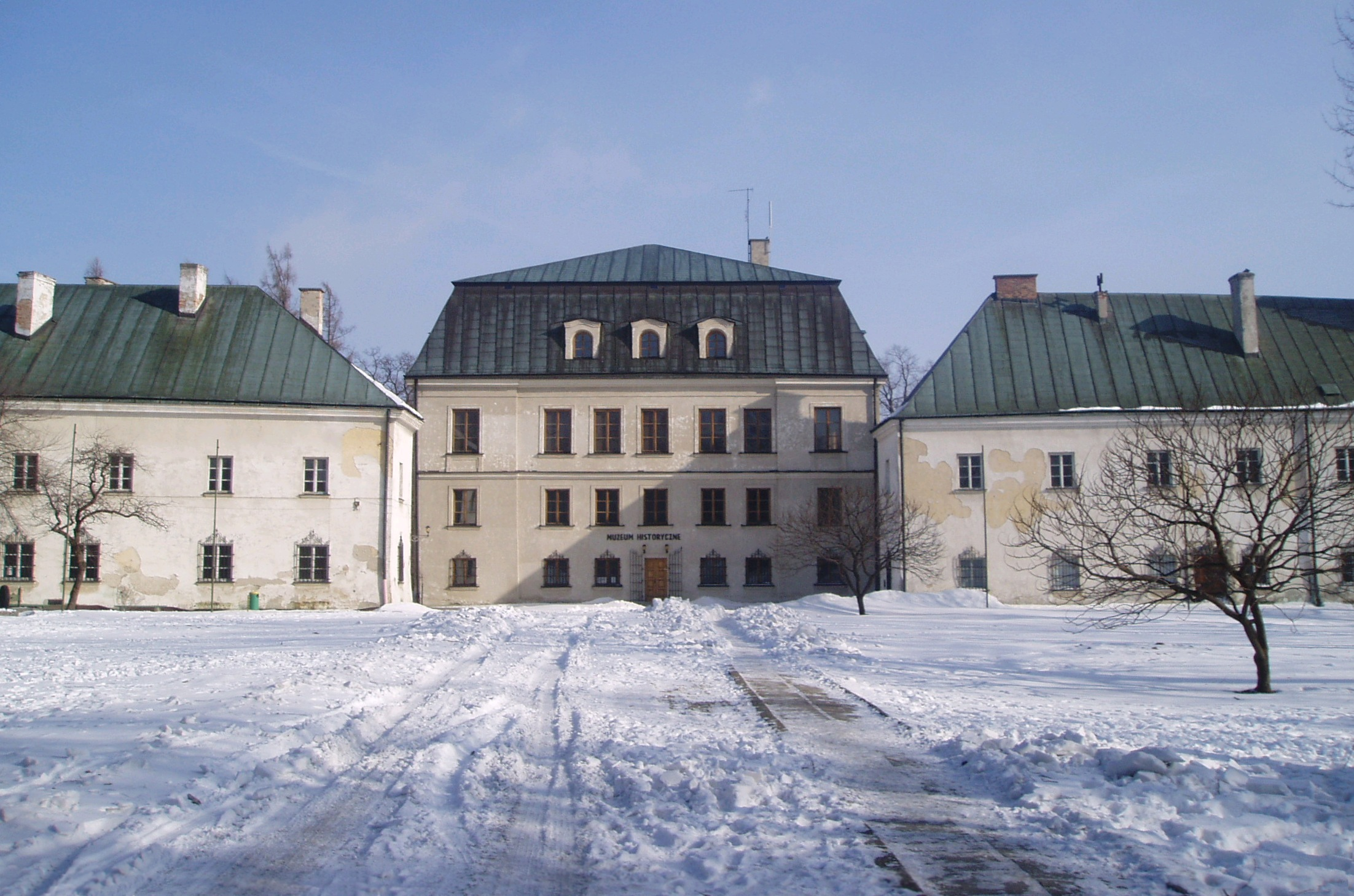
Palais de Dukla.
Palais Wiśniowiecki à Vychnivets.
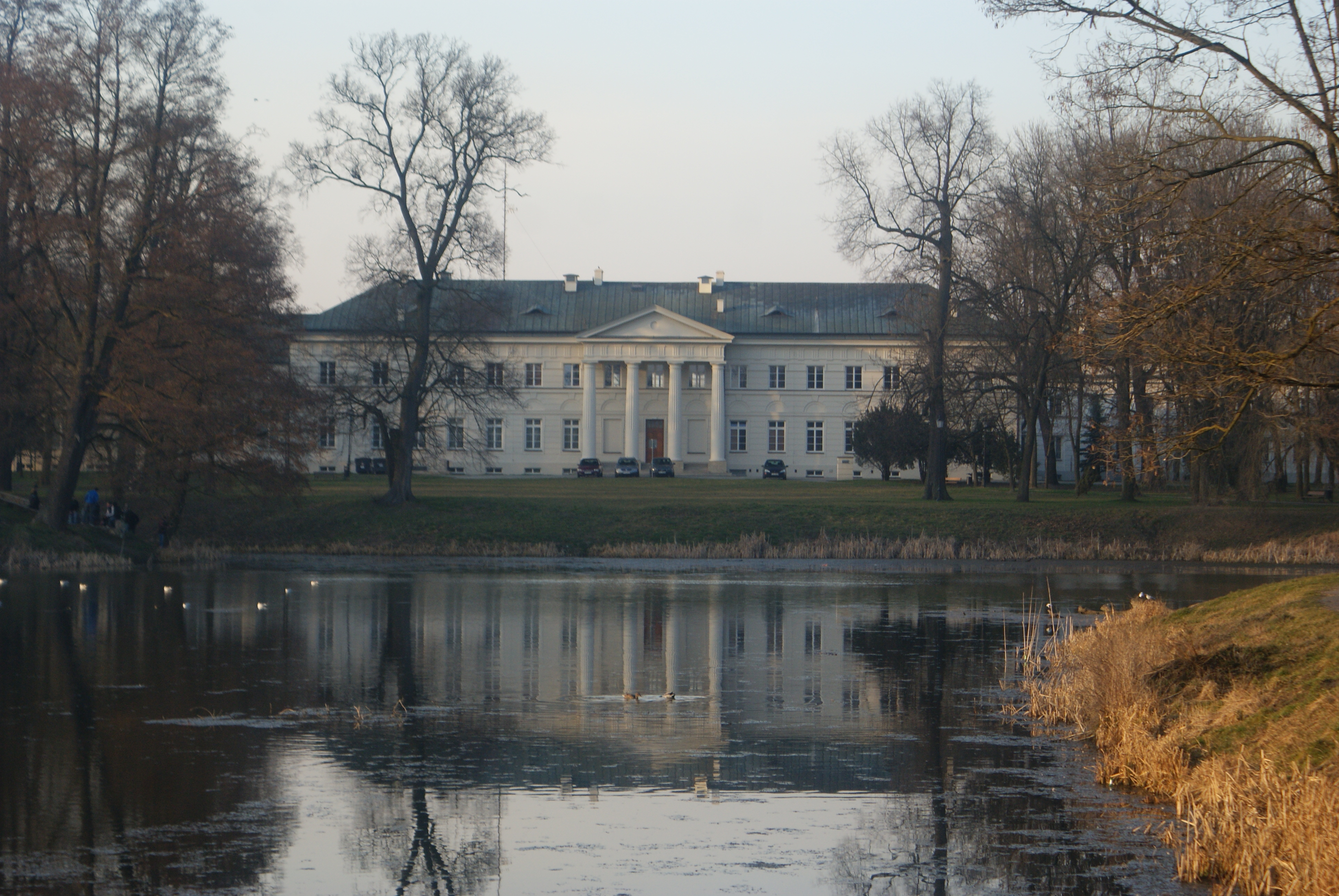
Palais de Dęblin.
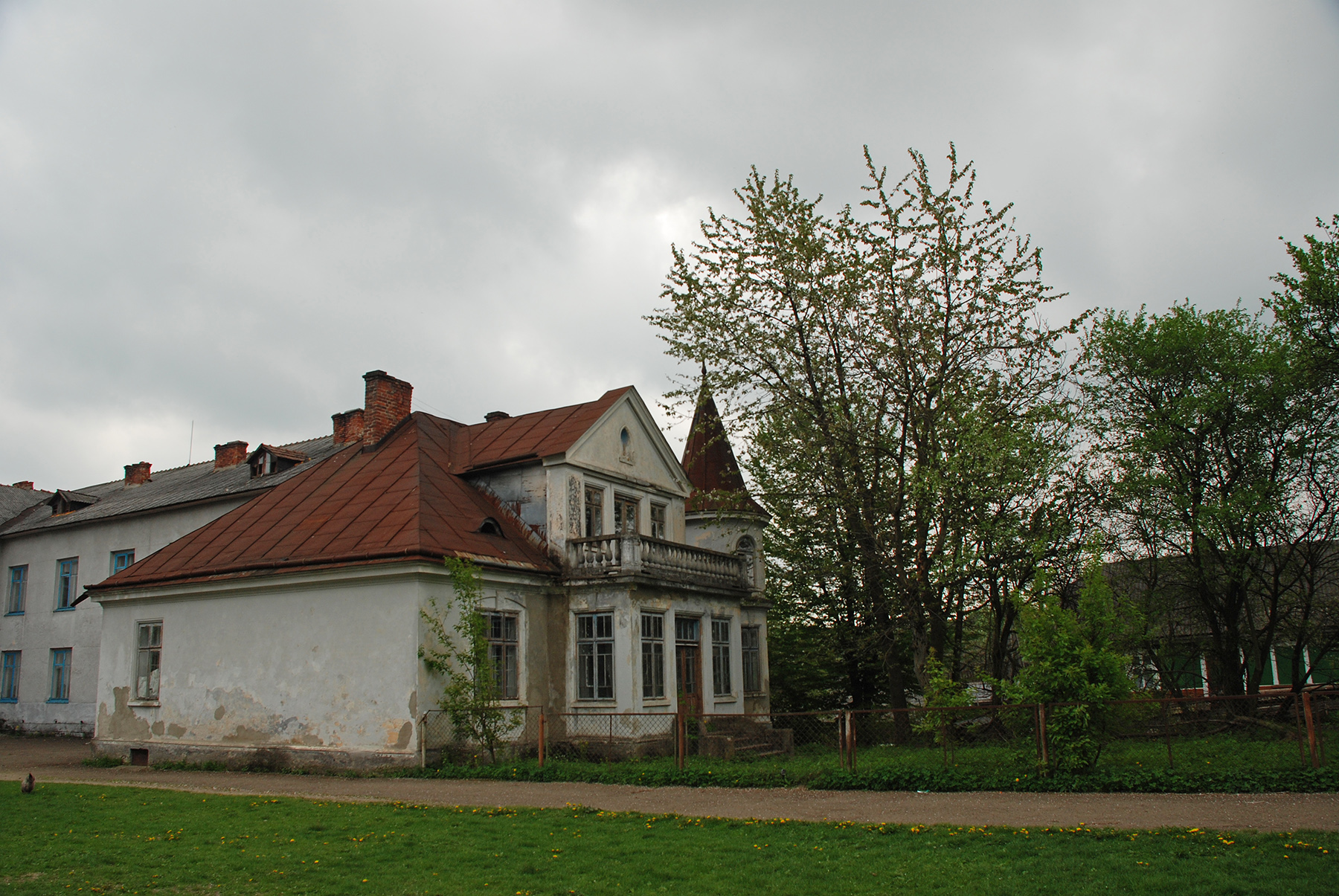
Maison à Mourovane, raïon de Sambir en Ukraine.